# Ulrich Wilcken
Ulrich Wilcken, född 18 december 1862 i Stettin, död 10 december 1944 i Baden-Baden, var en tysk historiker och papyrusforskare.
Wilcken blev professor i Berlin i papyrologi 1917-31. Han har huvudsakligen ägnat sig åt papyrusforskning och var en av sin tids främsta representanter. Han grundade 1900 tidskriften Archiv für Papyrusforschung. Förutom papyrologi har han behandlat Alexander den stores tid, och även skrivit en fortfattad framställning över grekisk historia.
Wilcken valdes in som ledamot av Kungliga Vetenskapsakademien 1936.